# Ági
Az Ági magyar eredetű női név, az Ágnes becenevéből önállósult, jelentése: 'szűzies, tiszta, szemérmes

## Rokon nevek
Agnabella, Ágnes, Agnéta, Bara, Baranka, Aglent, Inez

## Gyakorisága
Az újszülötteknek adott nevek körében az 1990-es évekbeni előfordulásáról nincs adat. A 2000-es és a 2010-es években sem szerepelt a 100 leggyakrabban adott női név között.
A teljes népességre vonatkozóan az Ági sem a 2000-es, sem a 2010-es években nem szerepelt a 100 leggyakrabban viselt női név között.